# Брюс Пелц
Брюс Едвард Пелц (11 серпня 1936 — 9 травня 2002) — американський шанувальник наукової фантастики. Він був активівістом Лос-Анджелеського товариства наукової фантастики (LASFS) і лідером SMOF, співголовуючи на 30-й Всесвітній конвенції наукової фантастики. Він також писав фільмопісні та був майстром з костюмів.

## Раннє життя
Пелц провів більшу частину свого дитинства в штаті Нью-Йорк. Підлітком він отримав звання Орел-скаут. Пелц навчався в коледжі у Флориді, де зацікавився спелеологією (спочатку як спроба подолати клаустрофобію) і вперше зіткнувся з фанатами наукової фантастики .
У 1959 році він переїхав до Лос-Анджелеса, щоб вивчати бібліотекознавство в Університеті Південної Каліфорнії, і приєднався до LASFS.

## Фанатська кар'єра
Пелц принаймні два терміни обіймав посаду президента LASFS («Директора», або пізніше «Процедурного директора») і був скарбником протягом майже десятиліття, доводячи клуб до володіння власною будівлею, ідея, спочатку запропонована Полом Тернером. Навіть після того, як він пішов у відставку з цієї посади, він залишався активним членом корпоративної ради директорів, обіймаючи посаду голови, а пізніше корпоративного скарбника («Контролера»). Він був поважним старшим державним діячем клубу до своєї смерті в 2002 році.
Пелц прийшов до фанатів ще до появи хобі, коли шанувальники зазвичай брали участь у багатьох сферах хобі. Пелц публікував фанзини загального інтересу («genzines») і журнали новин, допомагаючи Рону Елліку зі Starspinkle (1962—1964), а потім заснував власний Ratatosk (1964—1968).
Пелз також став омніапаном, приєднавшись до всіх фанських аматорських прес-асоціацій («APA»; отже «apans»; отже «omniapans»), які тоді існували — FAPA, SAPS, OMPA та The Cult, а згодом і двох місцевих APA: APA-F (публікується щотижня на змінних зустрічах Fanoclasts і FIStFA у Нью-Йорку) і APA-L (публікується щотижня на LASFS і продовжується). Навіть коли спеціальний «дробовий» випуск APA-L був випущений на світській події LASFS («Fanquet»), не сказавши йому, Пельц прибув із фанзином, щоб зробити свій внесок, зберігаючи свою безперебійну ланцюжок. Єдиним тривалим безперервним періодом участі в APA-L є участь Фреда Паттена, який щотижня до 22 січня 2009 року брав участь у 2280 випусках.
Пелз провів усе життя, збираючи одну з найбільших приватних колекцій фанзинів, яка зараз є частиною колекції Дж. Ллойда Ітона в Каліфорнійському університеті, Ріверсайд.

## Костюм
Пельц також брав участь у конкурсах костюмів і отримав кілька призів на всесвітніх та регіональних конгресах, зокрема
- Важкий солдат (з The Dragon Masters by Джека Венса), Westercon, 1963 і знову на Worldcon, 1968
- Фафхрд (з Тедом Джонстоном у ролі Сірого Мишохода та Діан у ролі Нінгавбла із Семи Оками, з оповідань Фріца Лейбера про Фафхрда та Сірого Мишохода), Worldcon, 1963
- Ґоріс із Карсе (з фільму «Черв'як Уроборос» зі своєю першою дружиною Діан у ролі леді Шріви), Westercon 1965 і знову Worldcon 1970.
- Товста лють (з коміксів Гербі Попнекера, з Діан у ролі Лоскіта), Westercon, 1966
- Неминучий Чун (з «Вмираючої Землі» Джека Венса), Worldcon, 1966
- Барквентин (з Титуса Гроана), Westercon, 1967
- Графиня Ґертруда (з Тітуса Стогону Мервіна Піка), Worldcon, 1968
- Нік ван Рейн (з оповідань Пола Андерсона «Полесотехнічна ліга»), Westercon, 1978

## Інше
У 1960-х і на початку 1970-х Пельц також активно займався художньою музикою. Він написав кілька класичних народних пісень, у тому числі музичне оформлення для 3 віршів із Silverlock Джона Майерса Майерса, і опублікував The Filksong Manual, спочатку в чотирьох тонких томах, пізніше перевиданий єдиним томом із додаванням матеріалу.
Пізніше Пельц був найбільш відомий своєю діяльністю в організації конгресів наукової фантастики, які іноді називають SMOFFing. Він брав активну участь у майже всіх конгресах, що проводилися в Лос-Анджелесі з середини 1960-х років і до самої смерті. Пельц зіграв важливу роль у переконанні LASFS розпочати проведення щорічного з'їзду Loscon, і він очолив Loscon X (1983). У 1972 році разом з Чаком Крейном він був співголовою 30-го Всесвітнього конвенту наукової фантастики. 1969 року він був співголовою Вестеркону, а в 1976 та 2002 роках — головою Вестеркону (його дружина Елейн Пельц, також досвідчена активістка, після його смерті взяла на себе керівництво заходом, і він був проведений успішно).
Він був почесним гостем 38-ї Всесвітньої наукової фантастики в Бостоні в 1980 році. Пельц також приділяв свій час і знання конгресам, які проводилися в інших містах, навіть за межами Північної Америки. Його керівництво зіграло важливу роль у порятунку нещасливого Вестеркону 1966 року, Вестеркону XIX, у Сан-Дієго. Багато років їздив на автомобілі з номерним знаком «SMOF 2».
Пельц також знаходив час для інших проєктів, зокрема Fantasy Showcase Tarot. Він організував проєкт, де 78 художників розмальовували по одній карті Таро, і організував публікацію колоди. Проєкт розрісся до чотирьох нестандартних карток, бо кількох оригінальних художників довелося замінити, оскільки обіцяні картини так і не були доставлені, тож список художників зрештою зріс майже до 100.

## Смерть
Пельц переніс легеневу емболію і помер у лікарні Лос-Анджелеса 9 травня 2002 року.